# Guardiola de Berguedà
Guardiola de Berguedà – gmina w Hiszpanii, w prowincji Barcelona, w Katalonii, o powierzchni 61,47 km². W 2011 roku gmina liczyła 998 mieszkańców.